# Newport (Rhode Island)
Newport város az USA Rhode Island államában, Newport megyében, melynek megyeszékhelye is. Lakosainak száma 25 163 fő (2020. április 1.).

## Népesség
A település népességének változása:
| Lakosok száma | 2203 | 24 672 | 25 163 |
|               | 1708 | 2010   | 2020   |